# فرانسیسکو الوریاگا
فرانسیسکو الوریاگا (اسپانیایی: Francisco Elorriaga‎؛ زادهٔ ۳ دسامبر ۱۹۴۷) دوچرخه‌سوار اهل اسپانیا است. وی در بازی‌های المپیک تابستانی ۱۹۷۲ شرکت کرده است.